# 孔孟朱王
孔孟朱王，即儒家历史上四位大哲的简称，他们分别是：
- 孔子，即“孔孟朱王”中的“孔”，儒家学派创始人，“圣人”之称。
- 孟子，即“孔孟朱王”中的“孟”，“亚圣”之称、
- 朱熹，即“孔孟朱王”中的“朱”，理学的一代宗师，宋学的代表。
- 王守仁，即“孔孟朱王”中的“王”，心学集大成者，明朝大儒。

四位思想家对中国，东亚的思想哲学影响深远，其中孔子曾被选为“世界十大思想家”之首。